# Уилям Уилър
Уилям Уилър е представител на долната камара на правителството на САЩ от Ню Йорк и деветнадесети Вицепрезидент на САЩ. През март 1877 г. е избран за вицепрезидент на Щатите и заема този пост до март 1881 г.